# 韋伯 (明尼蘇達州)
韋伯（英語：Weber）是位於美國明尼蘇達州伊善提縣北布蘭奇鎮區及牛津鎮區的一個非建制地區。

## 地理
韋伯所處的海拔為高於海平面284米（即932英呎），而該地所採用的時區為UTC-6，即北美中部時區（CST）。同時該地設有夏令時間，為UTC-6調快一小時，即UTC-5（CDT）。